# Чесапік (Західна Вірджинія)
Чесапік (англ. Chesapeake) — місто (англ. town) в США, в окрузі Кенова штату Західна Вірджинія. Населення — 1335 осіб (2020).

## Географія
Чесапік розташований за координатами 38°13′22″ пн. ш. 81°32′10″ зх. д. / 38.22278° пн. ш. 81.53611° зх. д. (38.222882, -81.536202).  За даними Бюро перепису населення США в 2010 році місто мало площу 1,66 км², з яких 1,25 км² — суходіл та 0,42 км² — водойми.

## Демографія
Згідно з переписом 2010 року, у місті мешкали 1554 особи в 691 домогосподарстві у складі 425 родин. Густота населення становила 934 особи/км².  Було 809 помешкань (486/км²).
Расовий склад населення:
| - 88,7 % — білих - 9,6 % — чорних або афроамериканців - 0,2 % — корінних американців |

До двох чи більше рас належало 1,4 %. Частка іспаномовних становила 0,5 % від усіх жителів.
За віковим діапазоном населення розподілялося таким чином: 20,8 % — особи молодші 18 років, 61,8 % — особи у віці 18—64 років, 17,4 % — особи у віці 65 років та старші. Медіана віку мешканця становила 43,5 року. На 100 осіб жіночої статі у місті припадало 89,1 чоловіків;  на 100 жінок у віці від 18 років та старших — 83,5 чоловіків також старших 18 років.
Середній дохід на одне домашнє господарство  становив 44 822 долари США (медіана — 40 286), а середній дохід на одну сім'ю — 51 788 доларів (медіана — 46 875). Медіана доходів становила 46 591 долар для чоловіків та 24 962 долари для жінок. За межею бідності перебувало 16,1 % осіб, у тому числі 23,3 % дітей у віці до 18 років та 5,5 % осіб у віці 65 років та старших.
Цивільне працевлаштоване населення становило 618 осіб. Основні галузі зайнятості: освіта, охорона здоров'я та соціальна допомога — 24,6 %, публічна адміністрація — 12,3 %, роздрібна торгівля — 11,7 %.